# Ділан Руф
Ділан Сторм Руф (нар. 3 квітня 1994) — американський прибічник переваги білої раси, неонацист і масовий убивця, який зараз відбуває в камері смертників в американській в'язниці Terre Haute за вчинення стрілянини в церкві Чарльстона 17 червня 2015 року в американському штаті Південна Кароліна. Під час вивчення Біблії в африканській методистській єпископальній церкві Емануїла Руф убив дев'ятьох людей, усі афроамериканці, у тому числі старшого пастора та сенатора штату Клементу С. Пінкні, і поранив десяту особу. Після того, як кілька людей вказали на Руфа як на головного підозрюваного, він став центром переслідування, яке закінчилося на наступний ранок, після стрілянини його арештом у Шелбі, штат Північна Кароліна. Пізніше він зізнався, що вчинив стрілянину, сподіваючись розпалити расову війну. Дії Руфа в Чарлстоні широко описані як внутрішній тероризм.
Через три дні після стрілянини було виявлено веб-сайт під назвою «Останній родезійець» (англ. The Last Rhodesian), який, як пізніше підтвердили офіційні особи, належав Руфу. На сайті містилися фотографії Руфа, який позував з символами вищості білої раси і неонацизму, а також маніфест, у якому він виклав свої погляди щодо чорношкірих людей, серед інших груп населення. У маніфесті він також стверджував, що розвинув свої погляди на перевагу білої раси після того, як дізнався про вбивство Трейвона Мартіна у 2012 році та злочинність чорних проти білих.
15 грудня 2016 року Руф був визнаний винним у федеральному суді за всіма 33 федеральними звинуваченнями (включаючи злочини на ґрунті ненависті), висунутих проти нього у зв'язку зі стріляниною; 11 січня 2017 року за ці злочини його засудили до смертної кари . 31 березня 2017 року Руф погодився визнати себе винним у суді штату Південна Кароліна за всіма висунутими проти нього державними звинуваченнями — дев'ятьма пунктами обвинувачення, у вбивстві, трьома пунктами обвинувачення у замаху на вбивство і володінні вогнепальною зброєю під час скоєння тяжкого злочину — щоб уникнути другий смертний вирок. Натомість він погодився на довічне ув'язнення без права звільнення. 10 квітня 2017 року Руф був засуджений до дев'яти довічних ув'язнень без умовно-дострокового звільнення після того, як офіційно визнав себе винним за звинуваченнями у вбивстві.

## Раннє життя
Руф народився в Колумбії, Південна Кароліна, в родині Франкліна Беннетта Руфа (на прізвисько Бенн), теслі та будівельного підрядника, і Амелії «Емі» Коулз, барменки. Його батьки розлучилися, але на момент його народження тимчасово помирилися. Коли Руфу було п'ять, його батько одружився з Пейдж Манн (уроджена Гастінгс) у листопаді 1999 року; вони розлучилися після 10 років шлюбу. У Руфа є двоє братів і сестер, старша зведена сестра та молодша сестра Морган Руф. Беннетт Руф, як стверджується, словесно і фізично ображав Манн. Сім'я здебільшого жила в Південній Кароліні, хоча приблизно з 2005 по 2008 рік вони тимчасово переїхали на Флорида-Кіс. Інформації про відвідування Руфом місцевих шкіл немає.
Відповідно до афідевіту 2009 року, поданого задля розлучення Манн, Руф демонстрував «обсесивно-компульсивну поведінку», коли ріс, був зациклений на мікробах та наполягав на тому, щоб його стригли у певному стилі. У середній школі він почав курити марихуану, і одного разу його спіймали на тому, що він витрачав на неї гроші.
За дев'ять років Руф відвідував щонайменше сім шкіл у двох округах Південної Кароліни, включаючи середню школу White Knoll у Лексінгтоні, в якій він залишився на другий рік у дев'ятому класі, закінчивши його в іншій школі. Ймовірно, він перестав відвідувати уроки в 2010 році і, за словами його сім'ї, кинув школу і проводив час, чергуючи відеоігри з вживанням наркотиків. Він був у списках місцевої євангелічно-лютеранської громади, але не було відомо, чи відвідував він її останнім часом.
До нападу Руф жив по черзі в будинках Беннетта та Коулз в центрі Колумбії та Гопкінса відповідно, але в основному його виховувала мачуха. За кілька тижнів до нападу Руф також час від часу жив у будинку свого старого шкільного друга, а також у матері, двох братів і дівчини останнього. Він, як стверджується, проводив час, вживаючи наркотики та напиваючись. За розпорядженням батька він працював ландшафтним дизайнером, але звільнився з роботи напередодні стрілянини.
Його дядько по материнській лінії, Карсон Коулз, озповів, що висловлював занепокоєння соціальною замкнутістю свого тодішнього 19-річного племінника, тому що «він все ще не мав роботи, водійських прав або чогось подібного, і він проводив в своїй кімнаті багато часу». Коулз сказав, що намагався наставляти Руфа, але той відкидав його спроби допомогти, і вони розійшлися. За словами Манн, Руф перервав усі контакти з нею після її розлучення з його батьком. Коли його сестра планувала вийти заміж, він не відповів на її запрошення.
Колишній однокласник зі середньої школи розповів, що, незважаючи на расистські коментарі Руфа, деякі його шкільні друзі були чорношкірими.

### Попередні проблеми з законом
Раніше Руф мав два арешти в поліції, обидва з яких відбулися за кілька місяців до нападу. Протягом цього періоду він один раз потрапляв під слідство, але без арешту або звинувачень.
28 лютого 2015 року охорона торговельного центру Columbiana Centre у Колумбії викликала поліцію після того, як Руф, одягнений у повністю чорний одяг, ставив працівникам запитання, які викликали занепокоєння. Під час допиту в поліції Руф погодився на обшук, і в нього знайшли кілька блістерів субоксону, рецептурного препарату для лікування опіоїдної залежності, який іноді продається нелегально, але зазвичай для терапевтичного, а не рекреаційного використання. Оскільки Руф не мав дійсного рецепту, його заарештували за звинуваченням у зберіганні наркотиків, а згодом заборонили відвідувати Columbiana Centre протягом року.
13 березня 2015 року Руфа перевірили за те, що він тинявся у своїй припаркованій машині біля парку в центрі Колумбії. Його впізнав офіцер поліції, який проводив допит 2 березня і був не при виконанні, після чого викликав колегу для проведення розслідування. Офіцер поліції провів огляд його автомобіля та виявив руків'я для напівавтоматичної гвинтівки AR-15 і шість пустих 40-зарядних магазинів. Коли його запитали про це, Руф повідомив офіцеру, що хотів би придбати AR-15, але не мав для цього достатньо грошей. Йому не було висунуто звинувачення, оскільки в Південній Кароліні не було заборонено володіти передплічним руків'ям.
26 квітня 2015 року Руфа знову заарештували за проникнення на територію торгового центру Columbiana Centre всупереч забороні. Потім заборону продовжили ще на три роки.
За словами Джеймса Комі, який виступав у липні 2015 року, лютневий арешт Руфа спочатку був записаний як фелонія, що вимагало б проведення розслідування під час експертизи щодо володіння вогнепальною зброєю. З юридичної точки зору це було звинувачення у проступку, яке спочатку було помилково записано як тяжкий злочин через помилку при введенні даних, допущену тюремним клерком. Комі сказав, що Руфу потенційно могли заборонити купувати вогнепальну зброю відповідно до закону, який забороняє «незаконним споживачам або залежним від будь-якої контрольованої речовини» володіти вогнепальною зброєю, хоча професор права Юджин Волох з Каліфорнійського університету в Лос-Анджелесі написав, що неясно, чи відповідає обвинувачення Руфа за володіння наркотиками цьому визначенню.

## Стрілянина в церкві в Чарльстоні

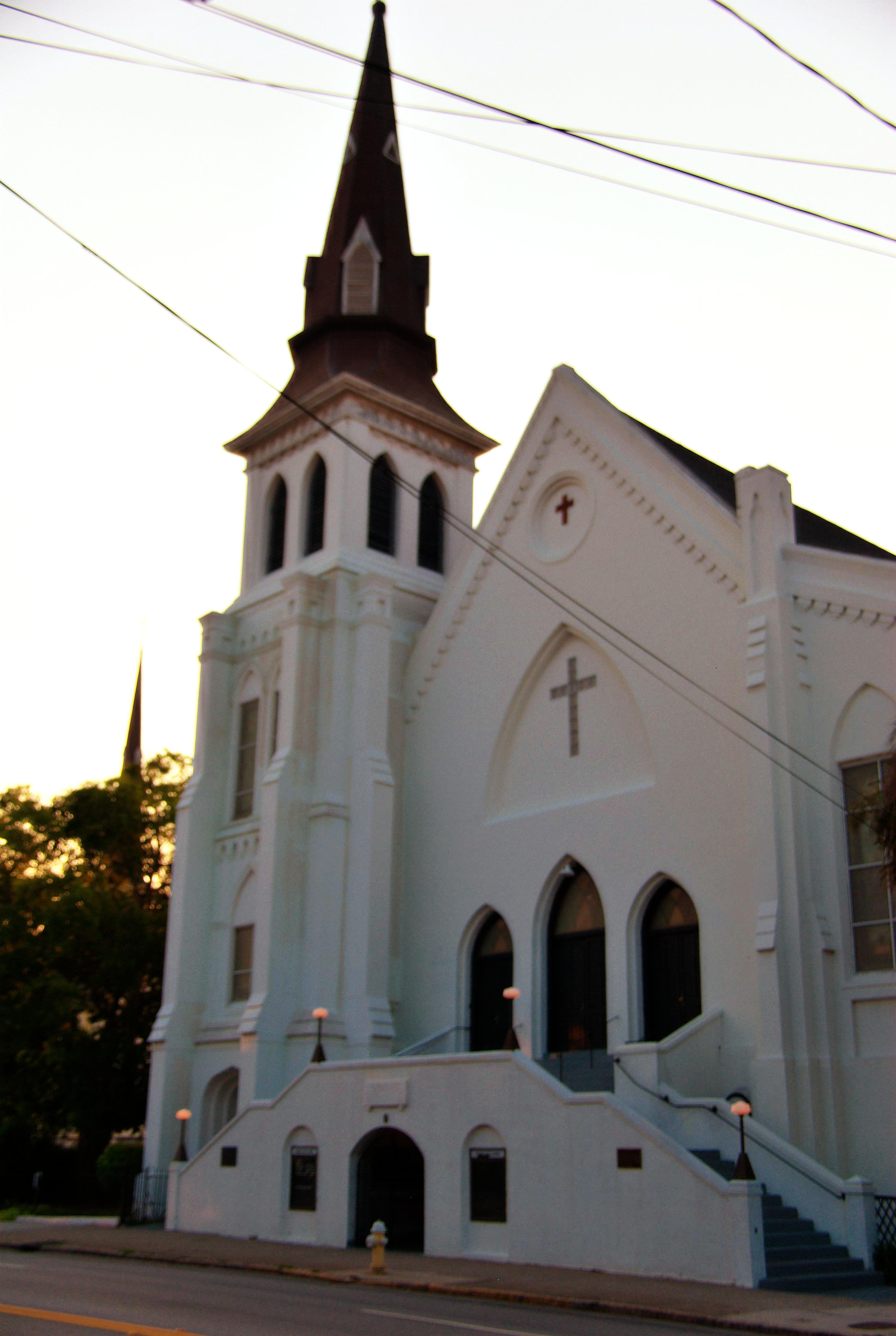
Африканська методистська єпископальна церква Емануїла

Увечері 17 червня 2015 року в африканській методистській єпископальній церкві Емануеля в центрі міста Чарльстон, штат Південна Кароліна, США, сталася масова стрілянина. Під час звичайного вивчення Біблії в церкві білий чоловік у віці близько 21 року, якого пізніше ідентифікували як Руфа, відкрив вогонь з пістолета, убивши дев'ятьох людей. На момент нападу Руф був безробітним і проживав у переважно афроамериканському районі Істовер.

### Мотивація
За словами друга дитинства, Руф гаряче висловлювався про вбивство Трейвона Мартіна та заворушення в Балтіморі 2015 року, які були спровоковані смертю Фредді Ґрея, коли той перебував під вартою в поліції. Він також часто стверджував, що «чорні захоплюють світ». За повідомленнями, Руф розповідав друзям і сусідам про свої плани вбивати людей, включно з планом нападу на Чарльстонський коледж, але його заяви не сприйняли серйозно.
На одному з фото з його сторінки у Facebook він був одягнений у куртку, прикрашену двома застарілими прапорами, що використовувалися як емблеми серед американських білих супрематичних рухів — Родезії (сучасне Зімбабве) та Південної Африки часів апартеїду. На іншій фотографії, опублікованій в Інтернеті, Руф сидить на капоті свого автомобіля з декоративним номерним знаком із прапором Конфедерації. За словами його сусіда по кімнаті, Руф висловлював свою підтримку расовій сегрегації в Сполучених Штатах і хотів почати громадянську війну.
Один із друзів, який ненадовго сховав пістолет Руфа від нього, сказав: «Я не думаю, що церква була його основною ціллю, тому що він сказав нам, що йшов до школи. Але я думаю, що він не зміг потрапити до школи через охорону … тому я думаю, що він просто зупинився на церкві». Його друг-афроамериканець сказав, що ніколи не чув, як Руф висловлював будь-які расові упередження, але також сказав, що за тиждень до стрілянини Руф зізнався йому, що збирається влаштувати стрілянину в коледжі.
У день, коли він був схоплений (18 червня 2015 року), Руф зізнався, що скоїв напад у Чарльстоні з наміром розпалити расову війну, і, як повідомляється, сказав слідчим, що він майже відмовився від стрілянини через те, що члени групи біблійного вивчення в церкві ставились до нього дуже добре.
У серпні 2016 року федеральні прокурори заявили, що Руф «саморадикалізувався» в Інтернеті, а не перейняв ідеологію переваги білої раси «через його особисті зв'язки або досвід роботи з групами або окремими особами чи іншими прихильниками переваги білої раси».

#### Веб-сайт і рукописні документи
20 червня 2015 року було виявлено веб-сайт, зареєстрований на Ділана Руфа 9 лютого 2015 року, lastrhodesian.com. Хоча особу власника домену було навмисно замасковано наступного дня після його реєстрації, правоохоронці підтвердили, що власником є Руф. Сайт містив кеш фотографій, на яких Руф позує з пістолетом і бойовим прапором Конфедерації, а також із широко відомими неонацистськими кодовими цифрами 88 (абревіатура від привітання «Хайль Гітлер!») і 1488, написаними на піску. Також на фотографіях Руф плює на американський прапор і палить його. Хоча на деяких фотографіях Руф був зображений вдома у своїй кімнаті, інші були зроблені під час екскурсії історичними місцями, пов'язаними з рабством, у Північній і Південній Кароліні, включаючи Салліванс-Айленд, найбільший порт висадки рабів у Північній Америці, чотири колишні плантації, дві кладовища (одне для білих солдатів Конфедерації, інше для рабів), а також Музей і бібліотеку історії Конфедерації в Грінвіллі. Вважається, що Руф зробив автопортрети за допомогою таймера, а співробітники, які працювали на об'єктах, не пам'ятали його візитів.
Веб-сайт також містив непідписаний маніфест із 2444 слів, автором якого, очевидно, був Руф, у якому він викладав свої погляди, методично розбиті на наступні розділи: «Чорношкірі», «Євреї», «Латиноамериканці», «Східні азіати», «Патріотизм» і «Пояснення»:
У мене немає вибору. Я не в тому становищі, щоб самотужки йти в гетто і боротися. Я обрав Чарльстон, тому що це найбільш історичне місто в моєму штаті, і колись воно мало найвище співвідношення чорношкірих до білих в країні. У нас немає скінхедів, немає справжнього ККК, ніхто нічого не робить, окрім розмов в Інтернеті. Ну, хтось повинен мати хоробрість, щоб перенести це в реальний світ, і я думаю, що це повинен бути я.
У маніфесті говориться, що його автор був «по-справжньому пробуджений» висвітленням вбивства Трейвона Мартіна:
Я прочитав статтю у Вікіпедії і одразу ж не зміг зрозуміти, що тут такого. Було очевидно, що Ціммерман мав рацію. Але ще важливіше те, що це спонукало мене ввести в Google слова «злочини чорних проти білих», і з того дня я вже ніколи не був таким, як раніше. Першим сайтом, на який я потрапив, була Рада консервативних громадян. Там були сторінки за сторінками про ці жорстокі вбивства білих чорними. Я не міг повірити. У цей момент я зрозумів, що щось було дуже неправильно. Як могло статися, що в новинах роздули справу Трейвона Мартіна, а сотні цих вбивств білих чорними проігнорували?
У маніфесті також згадувався Північно-Західний фронт, організація білих супремасистів із Сіетла.
Згідно з журналами веб-сервера, веб-сайт Руфа востаннє змінено о 4:44 вечора червня 17, 2015, коли Руф зазначив: «[Під] час написання [цього] я дуже поспішаю».
Відповідно до судових документів, поданих у серпні 2016 року, Руф склав ще два маніфести, один у 2015 році, а інший у в'язниці, вилучений у його автомобілі та тюремній камері відповідно. Він також склав список церков і «вибірку жертв», а також інші твори.

### Придбання зброї та упущення ФБР
Руф придбав пістолет, з якого стріляли, у роздрібному магазині зброї в Західній Колумбії за гроші, подаровані йому на день народження. 10 липня 2015 року The Washington Post повідомила, що директор ФБР Джеймс Комі заявив, що Руф «зміг придбати пістолет, використаний під час нападу, лише через прогалини в системі перевірки анкетних даних ФБР». 30 серпня 2019 року Четвертий окружний апеляційний суд постановив, що ті, хто вижив, і родини загиблих можуть подати до суду на федеральний уряд після того, як суд нижчої інстанції раніше стверджував, що федеральний уряд мав імунітет. 28 жовтня 2021 року адвокат Чарльстона Карл Пірс, чия фірма представляла преподобного Деніела Сіммонса, підтвердив, що федеральний уряд виплатить 88 мільйонів доларів. Також того дня в окружному суді США в Колумбії були подані індивідуальні позови про врегулювання. Міністерство юстиції США схвалило угоду, але не визнало провину.
За тиждень до стрілянини двоє його друзів намагалися сховати пістолет після того, як Руф заявив, що збирається вбивати людей. Вони повернули йому пістолет після того, як дівчина одного з друзів, у трейлері якого вони сховали зброю, вказала, що її хлопець перебуває на випробувальному терміні і тому зброю потрібно прибрати.

### До розстрілу
Аналіз ФБР вилучених у Руфа мобільного телефону і комп'ютера показав, що він спілкувався онлайн з іншими білими супремасистами, за словами неназваних чиновників. Незважаючи на те, що контакти Руфа, здавалося, не сприяли масовому вбивству, розслідування було розширено, щоб охопити й інших осіб, які становлять інтерес.

### Реакція білих расистів
Хоча Рада консервативних громадян закрила свій веб-сайт 20 червня одразу після негативного розголосу, її президент, Ерл Холт, заявив, що організація «навряд чи несе відповідальність» за дії Руфа. Організація також оприлюднила заяву, в якій говориться, що Руф має деякі «законні претензії» до темношкірих людей і що веб-сайт групи «точно і чесно повідомляє про насильницькі злочини чорних проти білих». Гарольд Ковінгтон, засновник Північно-західного фронту, також засудив дії Руфа, але назвав напад «попереднім переглядом майбутніх подій».
Проаналізувавши його маніфест, Південний центр права бідності стверджував, що Руф був читачем і коментатором The Daily Stormer, білого націоналістичного новинного сайту. Його редактор Ендрю Англін «засудив злочин Руфа та публічно заперечив насильство, водночас схвалюючи багато поглядів Руфа». Він стверджував, що, хоча він і співчуває білому чоловікові, який стріляв у злочинців, вбивство невинних, включаючи літніх жінок, було «абсолютно божевільним вчинком».
Неонацистська група назвала себе «Горшковий патруль» на честь зачіски Руфа «під горщик». Група залишалася активною на момент викриття в Huffington Post у липні 2020 року, через п'ять років після стрілянини в церкві в Чарльстоні.
Брентон Таррант, який вчинив стрілянину в мечетях Крайстчерча в Новій Зеландії, у своєму маніфесті відзначив вплив Руфа.

## Переслідування та затримання
Поліція розцінила напад як злочин на ґрунті ненависті, і для допомоги в розслідуванні та розшуку залучили представників Федерального бюро розслідувань (ФБР).
О 10:44 ранку, наступного ранку після нападу, Руф був схоплений на зупинці в Шелбі, штат Північна Кароліна, приблизно за 394 км від місця стрілянини. Під час арешту в машині було знайдено пістолет калібру .45, хоча не одразу було зрозуміло, чи це той самий пістолет, що був використаний під час нападу.
Поліція отримала наводку від водійки Деббі Діллс із Гастонії, штат Північна Кароліна. Вона впізнала Руфа за кермом його автомобіля, чорного Hyundai Elantra з номерними знаками Південної Кароліни та прикрасою на бампері з трьома прапорами «Конфедеративних Штатів Америки» на автошляху США 74, згадавши записи з камер спостереження, зроблені в церкві і поширені в ЗМІ. Пізніше вона згадувала: «Я підійшла ближче і побачила цю стрижку. Я нервувала. У мене було найгірше відчуття. Це він чи не він?» Вона зателефонувала своєму роботодавцю, який зв'язався з місцевою поліцією, а потім стежила за автомобілем підозрюваного протягом 56 км, поки не переконалася, що органи влади розпочали проведення арешту. Його старша зведена сестра також повідомила про нього в поліцію, побачивши його фото в новинах.
Руф був заарештований і допитаний агентами ФБР. Він заявив, що планував поїхати до Нашвілла, штат Теннессі, коли його заарештували в Шелбі. Спочатку Руф не повірив слідчим, коли ті повідомили йому, що жертвами його нападу стали дев'ять осіб, вважаючи, що кількість жертв була меншою, і сказав, що йому стало «погано», після того, як він дізнався справжню кількість. Невстановлене джерело повідомило, що під час допитів Руфа після його арешту було встановлено, що він планував напад близько шести місяців, досліджував церкву Емануеля і обрав її мішенню через її роль в історії афроамериканців.

## Звинувачення
Увечері 18 червня 2015 року Руф відмовився від своїх прав на екстрадицію та був доставлений до центру ув'язнення Sheriff Al Cannon в Норт-Чарлстоні. У в'язниці його сусідом по камері був Майкл Слейгер, колишній офіцер Норт-Чарльстона, звинувачений у вбивстві першого ступеня після того, як він застрелив Вальтера Скотта.
Ділан Руф є першою людиною в історії США, якій одночасно загрожує смертна кара як на рівні штату, так і на федеральному рівні. У вересні 2015 року було оголошено, що Руфу загрожує смертна кара за обвинуваченням штату, а в травні 2016 року Міністерство юстиції США оголосило, що Руфу загрожує смертна кара і за обвинуваченням на федеральному рівні.

### Державне обвинувачення
19 червня 2015 року Руфу було пред'явлено звинувачення за дев'ятьма пунктами убивств і одним пунктом у володінні вогнепальною зброєю під час скоєння насильницького злочину. Вперше він з'явився в окружному суді Чарльстона в режимі відеоконференції на слуханні про звільнення під заставу, яке відбулося того ж дня. На слуханні ті, хто пережив розстріл, і родичі п'яти загиблих поговорили безпосередньо з Руфом, сказавши, що вони «моляться за його душу» і пробачили його. Губернатор Ніккі Гейлі закликала прокуратуру вимагати смертної кари для Руфа.
Суддя, головний магістрат округу Чарльстон Джеймс «Скіп» Госнел молодший, викликав суперечку на слуханні про заставу своєю заявою, що, поряд із загиблими жертвами та їхніми родинами, «є жертви з боку сім'ї цього молодого чоловіка … Ніхто б ніколи не кинув їх у вир подій, в який вони потрапили». Тоді Госнел встановив заставу в розмірі 1 мільйона доларів за звинувачення у зберіганні зброї та без застави за дев'ятьма пунктами звинувачення у вбивстві.
7 липня 2015 року Руфу в Руфу було пред'явлено три нових звинувачення у замаху на вбивство, по одному за кожну людину, яка вижила після стрілянини. 14 липня суддя видав тимчасовий ордер на заборону давати свідчення 14 липня після того, як на сайті онлайн-аукціону з'явився лист, нібито написаний Руфом. Сім груп, серед яких ЗМІ, сім'ї загиблих і представники церкви, закликали послабити деякі обмеження, накладені судовою забороною, зокрема виклики 9-1-1. Частково ордер був скасований 14 жовтня, що дозволило оприлюднити стенограми розмов 9-1-1 та інші документи, але наказ залишився в силі для шокуючих фотографій і відео з місця злочину, а також аудіозаписів дзвінків до 9-1-1.
16 липня 2015 року судовий розгляд справи Руфа в суді штату був призначений суддею окружного суду Дж. К. Ніколсоном на 11 липня 2016 року. 20 липня Руфу було наказано надати слідству зразки почерку. У наказі пояснювалося, що після його арешту в Шелбі були знайдені записки і списки, написані його рукою і в інших місцях; зразки почерку були необхідні для того, щоб визначити, чи збігається почерк з його рукою.
3 вересня соліситор дев'ятого округу (окружний прокурор) Скарлетт Вілсон заявила, що має намір домагатися смертної кари для Руфа, оскільки під час стрілянини загинули більше двох людей, а життя інших опинилися під загрозою. 16 вересня Руф через свого адвоката заявив, що готовий визнати себе винним у висунутих звинуваченнях, щоб уникнути смертного вироку. Руф знову з'явився в суді штату 23 жовтня 2015 року перед Ніколсоном.
Спочатку очікувалося, що процес відбору присяжних для участі в державному суді розпочнеться в червні 2016 року; відбір присяжних було відкладено в листопаді 2016 року. У квітні 2016 року судовий розгляд було перенесено на 17 січня 2017 року. У січні 2017 року його знову відклали. 10 квітня 2017 року Руф визнав себе винним за дев'ятьма пунктами обвинувачення у вбивствах і був засуджений до дев'яти послідовних довічних ув'язнень без права на дострокове звільнення. У листі до сімей жертв Вілсон сказала, що угода про визнання провини була «страховим полісом» на випадок, якщо федеральний смертний вирок Руфу коли-небудь буде скасовано, оскільки вона гарантує, що Руф помре у в'язниці.

### Федеральний процес

#### Обвинувальний акт
Через п'ять днів після стрілянини генеральний прокурор Лоретта Лінч оголосила, що велике журі висунуло Руфу звинувачення за 33 федеральними пунктами: дев'ять пунктів звинувачення у використанні вогнепальної зброї для скоєння вбивства та 24 порушення громадянських прав (12 пунктів звинувачення у злочинах на ґрунті ненависті відповідно до Закону про запобігання злочинам на ґрунті ненависті Метью Шепарда і Джеймса Берда-молодшого і 12 пунктів звинувачення згідно з другим законом про злочини на ґрунті ненависті, який забороняє використовувати силу або погрози силою, щоб завадити вільному вираженню людиною своїх релігійних поглядів), при цьому 18 звинувачень передбачають федеральну смертну кару.
31 липня 2015 року Руф не визнав себе винним у висунутих проти нього федеральних звинуваченнях за вказівкою свого адвоката Девіда Брука. Руф хотів визнати себе винним, але Брук заявив, що не готовий радити визнати провину, поки уряд не визначиться, чи має намір вимагати смертної кари, оскільки 18 з 33 звинувачень можуть передбачати смертну кару.
24 травня 2016 року Міністерство юстиції оголосило, що вимагатиме смертної кари для Руфа. Оскільки йому вже загрожувала смертна кара в Південній Кароліні, Руф став першою людиною в історії США, яка стикалася з смертною карою як за федеральними, так і за звинуваченнями штату одночасно.

#### Підготовка до судового розгляду
9 червня 2016 року Руф через своїх адвокатів оголосив, що не хоче, щоб його судили присяжні. Замість цього Руф хотів, щоб суддя, який головував у його справі, розглядав справу повністю сам, визначаючи винність чи невинуватість і, якщо Руфа визнають винним, чи засуджувати його до смертної кари. Суддя відхилив це клопотання після того, як прокуратура (чия згода потрібна для судового розгляду в суді згідно з правилами, які застосовуються до федерального кримінального провадження) виступила проти запиту Руфа.
2 серпня 2016 року адвокати Руфа подали позов, в якому стверджували, що федеральні закони про смертну кару є неконституційними. Федеральна прокуратура подала відповідь 22 серпня, просячи суддю відхилити клопотання.
23 серпня 2016 року федеральні прокурори подали до суду документи, в яких оголосили про свій викликати на суд тринадцять свідків-експертів, у тому числі експертів з питань переваги білої раси, які мали дати свідчення щодо «екстремістської ідеології Руфа, включаючи віру в необхідність застосування насильства для досягнення переваги білої раси». Документи також вказували на наявність обширних обтяжливих доказів проти Руфа. Слухання було призначено на 1 вересня 2016 р.
Близько 31 серпня 2016 року окружний суддя Річард Ґергель постановив провести слухання у закритому режимі 1 вересня. Суддя мав ухвалити рішення про прийнятність деяких «потенційно вибухових» доказів. Ґергель написав: «Цей випадок — один із тих рідкісних випадків, коли право відповідача на справедливий судовий розгляд, передбачене Шостою поправкою, переважує право на доступ громадськості та преси, передбачене Першою поправкою. … Це надзвичайно делікатний період у цьому провадженні, коли упереджена публічність може заплямувати журі та зробити вибір чесного та неупередженого журі дедалі складнішим», Два медіа в Чарльстоні, The Charleston Post and Courier і WCBD-TV, безуспішно намагалися залишити слухання відкритими.
6 вересня 2016 року федеральна прокуратура подала клопотання про те, щоб адвокати Руфа не могли просити присяжних про помилування під час винесення вироку, якщо його визнають винним у висунутих проти нього звинуваченнях. Вони стверджують, що захист уже матиме можливість представити докази, які можуть вплинути на думку присяжних для винесення вироку. Наступного дня прокурори попросили використати підсумкові таблиці як докази в суді. Очікувалося, що одна з діаграм буде хронологією справи, складеною агентом, відповідальним за розслідування стрілянини.
Відбір журі розпочався 26 вересня 2016 р. Початковий пул із трьох тисяч кандидатів було звужено до остаточного журі з дванадцяти плюс заступників. Очікувалося, що сам федеральний суд розпочнеться наприкінці листопада або на початку грудня і триватиме близько двох місяців.
8 листопада 2016 року суддя окружного суду Річард М. Ґергель наказав провести експертизу компетентності для Руфа, яку Ґергель призначив на 16 листопада 2016 року. Ґергель також переніс відбір присяжних на 21 листопада 2016 року.
14 листопада 2016 року Ґергель відклав слухання щодо компетентності на 17 листопада 2016 року. 16 листопада 2016 року Ґергель відклав слухання щодо компетенції на 21 листопада 2016 року. Ґергель також відклав відбір присяжних на 28 листопада 2016 року. Слухання щодо компетентності завершилися 22 листопада 2016 р.
25 листопада 2016 року Руфа визнали осудним. Через три дні федеральний суддя задовольнив клопотання Руфа про представництво справи від свого імені.
4 грудня 2016 року Руф у рукописному запиті попросив Ґергеля повернути йому команду захисту на фазу визначення вини в його судовому процесі за федеральною смертною карою. 5 грудня 2016 року Ґергель дозволив Руфу знову найняти його адвокатів на фазу визначення вини в його судовому процесі. 6 грудня 2016 року федеральний суддя відхилив клопотання групи захисту Руфа про відстрочення його судового процесу.

#### Суд і вирок

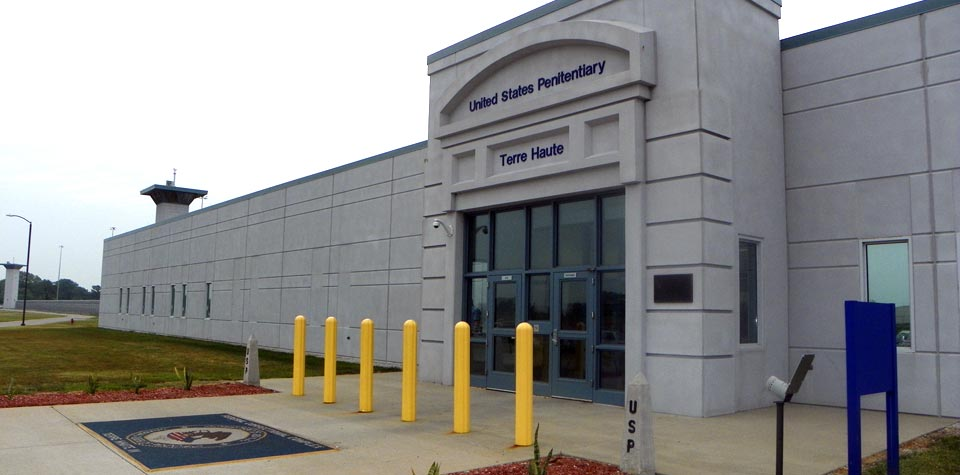
В'язниця Terre Haute, де Руф відбуває покарання

7 грудня 2016 року розпочався федеральний суд над Руфом. До складу журі входили «дві темношкірі жінки, вісім білих жінок, один білий чоловік і один темношкірий чоловік». Через два дні після початку судового процесу в суді прозвучало зізнання Руфа, який визнав, що він убив людей у церкві, перш ніж посміхнутися. 15 грудня 2016 року, після приблизно двох годин обговорення, присяжні визнали Руфа винним за всіма 33 пунктами.
На судовому засіданні 28 грудня 2016 року Руф повторив, що продовжить етап винесення вироку без адвокатів, хоча суддя Ґергель неодноразово попереджав його, що це не в його інтересах. На слуханні Руф заявив, що не планує викликати свідків або надавати докази на етапі винесення вироку, щоб уникнути смертної кари.
3 січня 2017 року після тривалого закритого слухання щодо компетенції суддя Ґергель відхилив клопотання, подане за печаткою призначеним судом адвокатом Руфа, яке вимагало визнати Руфа неосудним. Ґергель написав: «Після повного розгляду всіх наданих доказів суд постановив, що відповідач залишається компетентним для участі в судовому процесі та самостійного захисту інтересів».
10 січня 2017 року присяжні рекомендували смертну кару для Руфа, а 11 січня 2017 року суддя Ґергель офіційно засудив Руфа до смертної кари.
До 19 квітня 2017 року Руф перебував у в'язниці округу Чарлстон; того дня федеральні органи влади взяли його під варту та доставили до Федерального трансферного центру Оклахома-Сіті. 22 квітня 2017 року Руф прибув до в'язниці Terre Haute, місця розташування федеральних камер смертників для чоловіків і федеральної камери страт.

#### Післясудове провадження та оприлюднення документів
10 травня 2017 року суддя Ґергель відхилив клопотання Руфа про новий розгляд. Того ж дня Ґергель розпечатав психіатричні висновки двох судових експертиз Руфа, проведених Джеймсом Балленджером, судовим психіатром, а також стенограми двох слухань щодо осудності, усі з яких визнали Руфа компетентним постати перед судом. Суд вперше призначив психіатричну експертизу після того, як Руф написав прокурорам листа, в якому називав своїх адвокатів «найпідступнішою групою людей, яких я коли-небудь зустрічав», і категорично відкидав їхню стратегію зобразити його психічно хворим. Руф висловив свою опозицію до практики психології, описавши її як «єврейський винахід, який лише вигадує хвороби та говорить людям, що вони мають проблеми, хоча їх немає».
Психіатричний висновок показав, що Руф заявив про родичів своїх жертв, що він «не ідентифікував себе з ними, йому було байдуже». Балленджер дійшов висновку, що Руф мав «можливо деякі аутичні риси» та відповідає критеріям « соціального тривожного розладу, ймовірно генералізованого тривожного розладу, можливого розладу аутистичного спектру, змішаного розладу зловживання психоактивними речовинами, депресії в анамнезі та шизоїдного розладу особистості», але був осудним, аби постати перед судом. Балленджер писав, що Руф блокував своїх адвокатів від представлення будь-яких доказів аутизму чи інших розладів, а також різних маячіннь на суді, тому що він не хотів, щоб «будь-яке питання позбулося обґрунтування, яке він мав для вчинення своїх злочинів», оскільки він відчував, що «його репутація була зруйнована, … Він продовжує відчувати, що єдине, що для нього важливо, це захистити свою репутацію». Руф, який заперечував наявність аутизму, сказав Балленджеру, що він «скоріше помре», ніж спиратиметься на захист аутизму, заявивши, що «це знищило б мене» і «всі подумали б, що я дивак». Балленджер зробив висновок, що: «в усіх його рішеннях у судовому процесі підпорядковані і керуються його первинними расовими упередженнями, і він хоче зберегти це як єдине обґрунтування своїх злочинів і захист його довгострокового іміджу та репутації людини, яка не має психічних захворювань».

#### Оскарження смертного вироку
У січні 2020 року повідомлялося, що Руф оскаржив свій смертний вирок. Згідно з 321-сторінковою запискою, поданою адвокатами Руфа до Апеляційного суду 4-го округу США, самостійне представництво Руфа під час фази визначення покарання позбавило журі пом'якшувальної інформації щодо його розладу розумової діяльності. У записці цитується рішення Верховного суду у справі «Індіана проти Едвардса» про те, що судді можуть примусово призначати адвоката для обвинувачених, які мають недостатню розумову дієздатність.
25 травня 2021 року його адвокати розпочали апеляційний процес в Апеляційному суді четвертого округу США, стверджуючи, що Руф був «надто відірваний від реальності», щоб представляти себе на федеральному суді. У 321-сторінковій заяві його адвокати стверджують, що у нього були розлади, починаючи від шизофренії до аутизму, тривоги та депресії, і що він не піклувався про свій вирок, вірячи, що білі націоналісти врятують його з в'язниці після невідкладної расової війни. Команда захисту також стверджувала, що Руф приховував психічну хворобу під час судового розгляду.
25 серпня 2021 року колегія Четвертого округу одноголосно відхилила апеляцію Руфа. Залишаючи без змін смертний вирок, судді написали у своєму 149-сторінковому висновку, що «жоден холодний запис чи ретельний розбір законів і прецедентів не можуть відобразити весь жах того, що зробив Руф. Його злочини дають йому право на найсуворіше покарання, яке може застосувати справедливе суспільство.» 10 вересня 2021 року його адвокати оскаржили рішення суддів.
24 вересня 2021 року федеральний суд відмовився розглядати апеляційну скаргу на рішення комісії, стверджуючи в односторінковому файлі, що апеляції повинні бути розглянуті перед повним апеляційним судом. За день до цього адвокати федерального уряду виступили проти апеляцій, заявивши, що Руф був належним чином засуджений і визнаний винним, заявивши, що «немає потреби переглядати» факти, за які Руф був визнаний винним.
2 березня 2022 року адвокати Руфа оголосили, що звернулися до Верховного суду з проханням вирішити спір між ними та їхнім клієнтом щодо захисту, наданого психічним захворюванням. Руф звільнив своїх адвокатів, щоб вони не зобразили його психічно хворим. Адвокати стверджували, що їм слід було дозволити залишитися у справі. 11 жовтня 2022 року було оголошено, що Верховний Суд відмовив у задоволенні апеляції без коментарів.

## Напад у в'язниці (2016)
4 серпня 2016 року Руф був побитий співв'язнем під час ув'язнення в центрі ув'язнення округу Чарлстон. Руф, який отримав удари та синці на обличчі та тілі, серйозно не постраждав, і йому дозволили повернутися до камери після огляду медичним персоналом СІЗО. Нападник був ідентифікований як 25-річний Дуейн Меріон Стаффорд, який чекав суду за звинуваченнями в нападі першого ступеня та пограбуванні із застосуванням сили. Стаффорд зміг вийти зі своєї незамкненої камери, пройти крізь сталеві двері камери з вузьким вертикальним вікном і спуститися сходами до захищеної камери ув'язнення, щоб дістатися Руфа. Під час нападу Руф був один, після того як двоє офіцерів із слідчого ізолятора пішли, один був на перерві, а інший викликаний, щоб виконати інше завдання.
Руф і його адвокат заявили, що не планують висувати звинувачення. У ніч після нападу, через 18 місяців після першого арешту, Стаффорд був звільнений під заставу в розмірі понад 100 000 доларів.